# ニュージーランドヒタキ
ニュージーランドヒタキ (学名：Petroica macrocephala)は、オーストラリアヒタキ科の鳥類。別名、トムティット（Tomtit）。

## 分布
オーストラリア区

## 雑学
ニュージーランドのミルフォード・サウンドで見られる鳥の一つ。
縄張り意識が強いらしく、トレッキングでミルフォードの中を歩いている人の近くまで寄ってくる。
羽の部分のも模様がナイキのマークに似ていることから『ナイキ・バード』という愛称で呼ばれている。